# Russula acrifolia
Russula acrifolia é um fungo que pertence ao gênero de cogumelos Russula na ordem Russulales.